# 周坨子乡
周坨子乡是中国辽宁省沈阳市新民市下辖的一个乡。

## 行政区划
周坨子乡下辖周坨子村、赵坨子村、韩坨子村、大坨子村、安坨子村、苏坨子村、东炮台子村、西炮台子村、王家甸子村。